# Plan de gestión de datos
Un plan de gestión de datos es un documento que elabora un investigador (o grupo de investigadores) desarrollado al inicio de la investigación, en el que se describen todos los aspectos relacionados con la gestión de datos, tanto durante el desarrollo del proyecto como después de concluido.
En el PGD se describe el ciclo de vida de la gestión de los conjuntos de datos que se recopilan, procesan y generan en cada proyecto de investigación, además, debe incluirse la metodología y estándares que se utilizarán, como se compartirán y serán abiertos los datos y de que manera se conservarán y preservarán. El PGD es un documento que evoluciona y adquiere mayor precisión a lo largo del desarrollo del proyecto.

## Elementos de un plan de gestión de datos
Un PGD debe considerar por lo menos los siguientes elementos:
- El tipo de datos que se producirá durante la investigación.
- Las normas que se utilizarán.
- Las políticas de acceso y reutilización de datos.
- Las medidas para proteger la privacidad, la seguridad, la confidencialidad y la propiedad intelectual.
- El archivo y la preservación de los datos.[3]

## Herramientas
Es posible utilizar herramientas para elaborar planes de gestión de datos que cumplan con diversos requisitos institucionales y los que solicitan los organismos financiadores:
- DMP Online: Digital Curation Centre (Reino Unido).
- eiNa DMP: Consorcio de Servicios Universitarios de Cataluña.
- DMPTool: Universidad de California.
- PGDonline: Consorcio Madroño.